# Пентафтороселеновая кислота
Пентафтороселеновая кислота — неорганическое соединение,
фторпроизводное селеновой кислоты
с формулой HOSeF5,
бесцветные кристаллы.

## Получение
- Фторирование оксифторида селена в присутствии фтористого водорода [1]:

{\displaystyle {\mathsf {SeOF_{2}+F_{2}+HF\ {\xrightarrow {}}\ HOSeF_{5}}}}

## Физические свойства
Пентафтороселеновая кислота образует бесцветные кристаллы.

## Химические свойства
- Разлагается при нагревании [2]:

{\displaystyle {\mathsf {2HOSeF_{5}\ {\xrightarrow {290^{o}C}}\ 2SeF_{4}+O_{2}+2HF}}}
- Является сильной кислотой и сильным окислителем, образует соединение с ксеноном Xe(OSeF5)2 [3]